# Marco Mengoni
Marco Mengoni (Ronciglione, 25 dicembre 1988) è un cantautore italiano.
Dopo alcune esperienze nell'ambito musicale come membro di un quintetto vocale, a 16 anni decide di intraprendere la carriera solista, salendo alla ribalta nel 2009 grazie alla vittoria della terza edizione del talent show X Factor, che gli ha dato la possibilità di firmare un contratto discografico con la Sony Music.
Si tratta del primo artista italiano ad aver vinto il Best European Act agli MTV Europe Music Awards, premio conquistato nel 2010 e nuovamente nel 2015, nonché il primo artista italiano della storia ad esibirsi al Billboard Film & TV Music Conference di Los Angeles nel 2013. Inoltre è il primo artista italiano finalista come Worldwide Act agli MTV Europe Music Awards 2013. Nel 2014 è stato eletto Miglior cantante italiano ai Nickelodeon Kids' Choice Awards di Los Angeles.
Ha preso parte tre volte al Festival di Sanremo, classificandosi al terzo posto alla sua prima partecipazione nel 2010 con il brano Credimi ancora e poi vincendo per due volte consecutive: nel 2013 con il brano L'essenziale e successivamente nel 2023 con il brano Due vite (per il quale ha ottenuto anche il Premio "Giancarlo Bigazzi" per la miglior composizione musicale). In entrambi gli anni delle sue vittorie al Festival ha poi rappresentato con i medesimi brani l'Italia all'Eurovision Song Contest, dove si è classificato settimo all'edizione 2013 e quarto in quella del 2023, vincendo il Marcel Bezençon Award per la miglior composizione in occasione della sua seconda partecipazione. 
Nel corso della sua carriera ha ricevuto numerosi riconoscimenti, tra cui ventiquattro Music Awards e cinque MTV Europe Music Awards, oltre a nove candidature al World Music Award.

## Biografia

### Infanzia ed esordi
Nato e cresciuto a Ronciglione, da Maurizio Mengoni e Nadia Ferrari, si avvicina alla musica fin da piccolo. A quattordici anni, mentre frequenta l'istituto per il design, si iscrive ad una scuola di canto e la sua insegnante decide di inserirlo in un quintetto vocale con cui si esibisce nei pianobar e nei locali. A sedici anni comincia la sua carriera solista, venendo accompagnato per i successivi tre anni da un gruppo di musicisti con cui si esibisce in piccoli club, nei quali presenta al pubblico cover e canzoni di sua scrittura e composizione, e partecipando a svariati provini.
Inizia i suoi concerti cantando I'm Outta Love di Anastacia. A diciannove anni si trasferisce a Roma e nello stesso periodo si iscrive all'Università di Lingue e comincia a lavorare in alcuni studi di registrazione come fonico e programmatore.

### 2009-2010:Dove si volaeRe Matto
Nel 2009 viene scelto da Morgan come partecipante, nella categoria 16/24 anni, alla terza edizione di X Factor.
Il 2 dicembre 2009 vince il talent show assicurandosi un contratto con la casa discografica Sony Music del valore di 300 000 euro, nonché la partecipazione di diritto nella sezione "Artisti" al Festival di Sanremo 2010 (novità assoluta per il talent show). Riceve inoltre il Premio della Critica, assegnato da una giuria di giornalisti e speakers radiofonici.
Il 3 dicembre viene pubblicato il singolo Dove si vola, brano interpretato dal cantante durante la finale di X Factor e che ha debuttato alla prima posizione nella Top Singoli. Il 4 dicembre viene pubblicato il suo primo EP Dove si vola, il quale ottiene il primo disco di platino per le oltre 80 000 copie vendute.

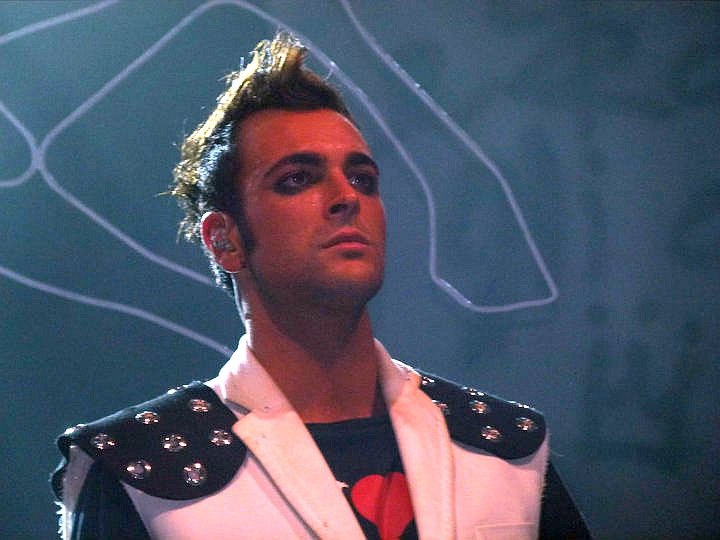
Marco Mengoni in concerto a Milano nel 2010

Come di diritto, per aver vinto l'edizione di X Factor, nel febbraio 2010 Mengoni partecipa alla 60ª edizione del Festival di Sanremo. Il brano è Credimi ancora, scritto da lui stesso insieme ai suoi produttori Piero e Massimo Calabrese e Stella Fabiani e con il quale si è classificato al terzo posto, dietro al trio Pupo, Emanuele Filiberto di Savoia, Luca Canonici e al vincitore Valerio Scanu. Successivamente, il singolo si aggiudica il disco di platino.
Sempre nel mese di febbraio, nel pieno della manifestazione sanremese, viene pubblicato il secondo EP Re matto, il quale esordisce direttamente al primo posto della classifica ufficiale di vendite FIMI, posizione mantenuta per quattro settimane consecutive. Durante l'estate 2010 Mengoni è impegnato con il Re matto tour.
Il secondo singolo estratto dall'EP è Stanco (Deeper Inside), che viene trasmesso dalle radio a partire dal 7 maggio 2010. L'8 maggio vince il premio Man of the Year ai TRL Awards 2010, assegnato da una giuria interna dell'emittente MTV Italia. Il 25 maggio viene pubblicata su etichetta Sony una riedizione contenente i due EP, intitolata Re Matto platinum edition. Il 28 maggio all'Arena di Verona Mengoni riceve due Wind Music Awards per i due dischi di platino ottenuti con gli EP Dove si vola e Re matto.
Il 1º ottobre entra in rotazione radiofonica una nuova versione del brano In un giorno qualunque, certificato anch'esso come disco di platino. Il singolo ha anticipato l'album dal vivo Re matto live, pubblicato il 19 ottobre e registrato durante alcune tappe del Re matto tour. Il disco ha esordito direttamente alla prima posizione della classifica ufficiale di vendite FIMI. Successivamente, l'EP Re matto, insieme all'album dal vivo Re matto live, vengono certificati unitamente come triplo disco di platino con oltre 180 000 copie.
Il 7 novembre Mengoni ha vinto nella categoria Best Italian Act degli MTV Europe Music Awards 2010, divenendo inoltre il primo artista italiano nella storia di MTV ad aver ottenuto una vittoria anche nella categoria Best European Act.
Nel mese di novembre Mengoni si esibisce in uno showcase per MTV Italia spesso erroneamente accreditato come un MTV Unplugged ma che non ha alcun legame con la serie di concerti. Il concerto e la preparazione verranno documentati in una serie di speciali dal titolo MTV TourBook.
Il 27 maggio 2011 all'Arena di Verona riceve 3 Wind Music Awards platino per le pubblicazioni: Re matto live, Credimi ancora e In un giorno qualunque, mentre il 5 aprile viene pubblicata in edizione limitata la Mad Box, un prodotto in vendita esclusiva sul web e per un solo mese che, oltre ad includere un cofanetto con le canzoni dell'artista, racchiude anche diversi gadget e una particolare chiavetta USB con il Comic interattivo (Solo 2.0) ideato dallo stesso Mengoni. L'11 maggio 2011 esce il DVD di Renato Zero Sei Zero dedicato ai 60 anni dell'artista: Mengoni prende parte alla pubblicazione nel terzo DVD con la traccia medley cantando Per non essere così. Il 31 maggio 2011 viene pubblicato il secondo ed ultimo singolo estratto da Re matto live, intitolato Questa notte. Il 24 luglio partecipa al Festival teatro canzone Giorgio Gaber e omaggia la cantante Amy Winehouse, scomparsa il giorno precedente.

### 2011-2012:Solo 2.0e altri progetti
Il 2 settembre 2011 viene pubblicato il brano Solo (Vuelta al ruedo), singolo di lancio del primo album in studio Solo 2.0, pubblicato il 27 settembre. L'album debutta, come i due lavori precedenti, direttamente al primo posto della Classifica FIMI Album. Il secondo singolo estratto dall'album è Tanto il resto cambia, mentre il terzo è Dall'inferno. All'album Solo 2.0 è allegato, inoltre, un codice da inserire sul sito del cantante per poi avviare il download del primo episodio dell'omonima Graphic Novel (l'episodio zero era contenuto nella "Mad Box") in collaborazione con il grapher Daniele Zed Berretta e da un'idea dello stesso Mengoni e di Stella Fabiani, che racconta la storia di un ragazzo di nome Solo, alla continua ricerca di qualcosa.
In occasione degli MTV Europe Music Awards 2011 Marco Mengoni è stato scelto per presentare la programmazione speciale di MTV in vista dell'evento europeo che si è tenuto a Belfast il 6 novembre. L'8 novembre 2011 viene pubblicato l'album di Lucio Dalla Questo è amore, che include un duetto con Mengoni nel brano Meri Luis. Dalla ha dichiarato di aver scelto di cantare questa canzone con Mengoni in quanto "incantabile per chiunque tranne che per lui". Nel novembre 2011 parte il Solo tour 2.0 di cui lo stesso Mengoni cura la regia della prima data della tournée. Il 28 dicembre 2011, Solo 2.0 viene certificato disco d'oro. Il 24 dicembre prende parte insieme ad altri artisti al Concerto di Natale; nello stesso periodo Mengoni diventa il nuovo testimonial del progetto benefico Corri la vita per la lotta contro i tumori.
Dal 2 all'8 gennaio 2012 Mengoni guida la programmazione di MTV e successivamente è impegnato nel doppiaggio del film animato in 3D Lorax - Il guardiano della foresta dove doppia il personaggio Once-ler. Per questo doppiaggio si è successivamente aggiudicato il Leggio d'oro come Voce Rivelazione Cartoon. Il film, prodotto da Universal Pictures, è uscito in Italia il 1º giugno 2012.
Il 20 marzo esce Il senso... di Alex, l'album tributo ad Alex Baroni in occasione del decennale della sua scomparsa con cover rivisitate da altri artisti. Mengoni prende parte al progetto interpretando il brano Scrivi qualcosa per me.
Dopo la prima parte del tour nei palazzetti, Mengoni apre la seconda parte del tour, ideato insieme ad Elisa e Andrea Rigonat, nei teatri dall'aprile 2012. Il 24 aprile dello stesso anno viene pubblicato il terzo EP Dall'inferno EP, pubblicato digitalmente su iTunes. Nello stesso periodo riceve due nomination ai TRL Awards 2012 nelle categorie Best Look e Superman Award, risultando vincitore in quest'ultima categoria.
A novembre 2012 prende parte insieme ad altri 50 artisti a un triplo disco intitolato Per Gaber... io ci sono che celebra Giorgio Gaber interpretando il brano Destra-Sinistra.

### 2013-2014: Vittoria a Sanremo 2013 ePronto a correre

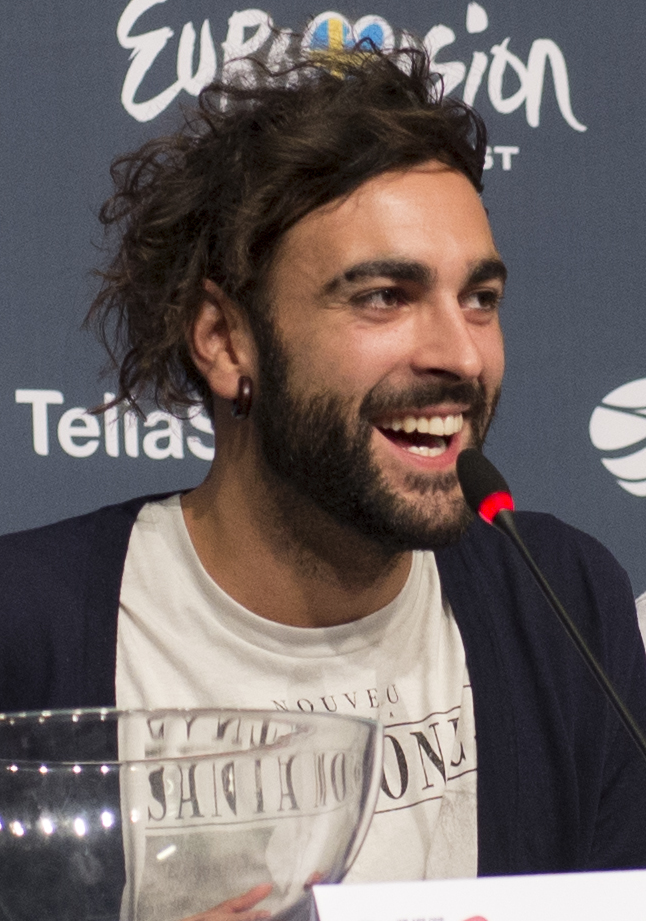
Marco Mengoni mentre presenta L'essenziale all'Eurovision Song Contest 2013

Dopo un periodo di crisi personale ed artistica, Mengoni decide di apportare un cambiamento radicale nella sua carriera, motivo per cui si affida ad un nuovo staff e ad un nuovo management, si trasferisce da Roma a Milano ed affina anche la sua tecnica canora ed il suo stile di scrittura dei testi. Si iscrive inoltre alla SIAE, registrandovi poi tutti i brani di cui è autore. A compimento di questo lavoro di rinnovamento artistico, il 13 dicembre 2012 viene confermata la sua partecipazione al Festival di Sanremo 2013 con i brani Bellissimo (scritto da Gianna Nannini e Pacifico e musicato dalla stessa Nannini con Davide Tagliapietra) e L'essenziale (scritto da Roberto Casalino e Francesco De Benedittis e composto dagli ultimi due assieme allo stesso Mengoni). Il 15 febbraio 2013, durante la serata Sanremo Story, si è esibito nel brano Ciao amore, ciao di Luigi Tenco:
(Famiglia di Luigi Tenco)
Nella serata conclusiva del Festival, Mengoni ha ottenuto la vittoria della kermesse con L'essenziale, brano con cui si è esibito anche all'Eurovision Song Contest 2013, dove ha rappresentato l'Italia. In tale manifestazione, dove ha presentato una versione ridotta del brano, l'artista si è classificato al settimo posto. Mengoni, inoltre, ha partecipato in qualità di giurato alla selezione spagnola della manifestazione (tenutasi il 26 febbraio negli studi della Televisión Española a Barcellona), nella quale, insieme ad altri due giurati, ha scelto Contigo hasta el final degli El Sueño de Morfeo. Ad una settimana dalla sua pubblicazione, L'essenziale debutta alla prima posizione della Top Singoli, e successivamente viene certificato quadruplo disco di platino dalla FIMI per aver raggiunto la soglia delle 120 000 copie vendute. Il 4 marzo è stato tra gli ospiti del concerto tributo a Lucio Dalla, tenuto ad un anno dalla sua scomparsa, per il quale ha interpretato i brani Tu non mi basti mai (in duetto con Stefano Di Battista) e Meri Luis.

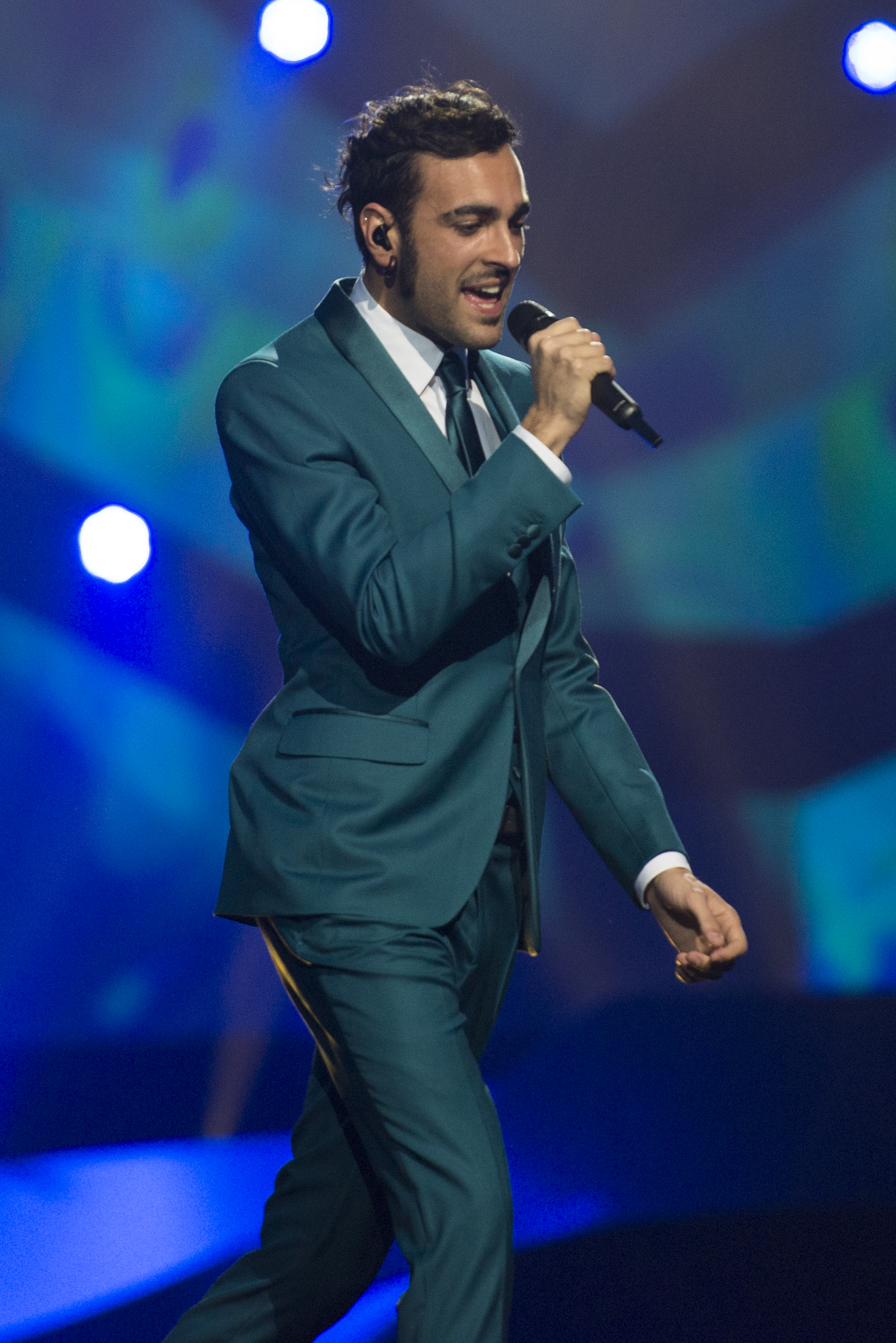
Marco Mengoni nel corso dell'esibizione all'Eurovision Song Contest 2013

Il 19 marzo 2013 Mengoni ha pubblicato il secondo album in studio Pronto a correre, prodotto da Michele Canova Iorfida e registrato tra Milano e Los Angeles. L'album, il quale ha visto la partecipazione compositiva di artisti quali Ivano Fossati, Cesare Cremonini e Gianna Nannini, ha debuttato alla prima posizione della classifica italiana degli album, ottenendo inoltre una nomination al World Music Award come World's Best Album.
Mengoni è stato scelto per la colonna sonora del film Passione sinistra, uscito il 18 aprile, in cui ha reinterpretato il brano Destra-Sinistra di Giorgio Gaber del 2001, brano che raggiunge la posizione numero 26 della classifica di airplay italiano di EarOne. Il 13 aprile, Mengoni ha partecipato all'Eurovision in Concert ad Amsterdam, evento a cui hanno preso parte altri 25 artisti in gara all'Eurovision Song Contest 2013, mentre l'8 maggio è iniziato da Milano il tour di supporto all'album, denominato L'essenziale Tour. Il 15 maggio ha partecipato all'evento "Big 5" all'Eurovision Village, dove ha tenuto un mini-concerto insieme ai 4 rappresentanti di Regno Unito, Spagna, Francia e Germania. Nello stesso mese inoltre vince nella categoria Air Action Vigorsol Super Man e Artist Saga in occasione degli MTV Awards 2013 e partecipa tra i big al Summer Festival 2013.
Nel mese di ottobre Mengoni ha inoltre rappresentato l'Italia anche all'annuale edizione degli MTV Europe Music Awards, vincendo sia il titolo di Best Italian Act che quello di Best South Europe Act. Il 6 novembre è stato proiettato in anteprima il film-concerto Pronto a correre - Il viaggio, a cui ha fatto seguito il triplo cofanetto omonimo, pubblicato il 12 novembre. Verso la fine del mese di novembre, Mengoni ha vinto tre premi all'Eurosong Awards, come Meilleur artiste masculin de l'année, Meilleur chanson de l'année per il singolo L'essenziale e Meilleur album de l'année per l'album Pronto a correre.
Il 1º dicembre è stato pubblicato l'EP Natale senza regali, reso inizialmente disponibile gratuitamente sull'iTunes Store in occasione della promozione 12 giorni di regali lanciata da Apple, mentre due giorni più tardi è stato pubblicato sull'iTunes Store l'iBook Pronto a correre - Il mio viaggio, primo iBook italiano per iTunes e terzo di un artista musicale a livello mondiale. Il 2 dicembre 2013 il videoclip di L'essenziale, regia di Giuseppe La Spada, vince il Premio Roma Videoclip, nella sezione Il cinema incontra la musica. A fine 2013 inoltre L'essenziale Tour viene premiato con il Best Show Pepi Morgia 2013 e il Miglior Tour agli OnStage Awards 2013. Il 31 dicembre 2013 viene trasmesso su Canale 5 in diretta da Rimini il suo concerto, preceduto da quello di Mario Biondi con il quale ha duettato in Kiss di Prince.
Agli inizi del 2014, Mengoni ha rivelato di voler portare Pronto a correre oltreconfine: il 4 febbraio è stato infatti pubblicato per il mercato spagnolo Incomparable, riadattamento in lingua spagnola de L'essenziale, a cui ha fatto seguito sei giorni più tardi il videoclip. Successivamente il cantante ha rivelato di essere al lavoro sulla registrazione della versione spagnola di Pronto a correre, annunciata per il mese di giugno 2014, e sulla realizzazione di un tour che si è svolto in Spagna, Giappone e in America.
Il 21 febbraio 2014 è stato ospite del 64º Festival di Sanremo, nel quale ha aperto la quarta serata dedicata a Luigi Tenco reinterpretando Io che amo solo te di Sergio Endrigo. L'8 marzo è stato ospite di Fabio Fazio nel programma Che tempo che fa, nel quale ha interpretato Tu non mi basti mai di Lucio Dalla in occasione della serata dedicata all'anniversario della scomparsa del cantautore bolognese. Il 14 marzo è stato pubblicato il quinto ed ultimo singolo estratto da Pronto a correre, ovvero La valle dei re, mentre il 31 dello stesso mese Mengoni è stato premiato a Los Angeles come Miglior cantante italiano durante l'annuale Nickelodeon Kids' Choice Awards. Nel mese di giugno, in occasione degli MTV Awards 2014, il cantautore ha vinto quattro statuette su quattro categorie. Il 21 settembre, dopo una settimana di vari indizi sui suoi social network, annuncia l'applicazione ufficiale Marco Mengoni.

### 2015-2019:Parole in circolo,Le cose che non hoeAtlantico
Il 21 novembre 2014 è stato pubblicato il singolo Guerriero, il quale ha anticipato la pubblicazione del terzo album in studio di Mengoni, intitolato Parole in circolo e pubblicato il 13 gennaio 2015. L'album è stato certificato disco d'oro dalla FIMI già nella prima settimana di vendite, venendo certificato disco di platino la settimana successiva, in contemporanea con la certificazione di Guerriero come triplo disco di platino. Dall'album sono stati estratti anche i singoli Esseri umani e Io ti aspetto, entrati in rotazione radiofonica a partire rispettivamente dal 26 febbraio e dal 29 maggio 2015.
L'11 ottobre 2015 è stata annunciata per il 16 dello stesso mese l'uscita del singolo Ti ho voluto bene veramente, il primo estratto dal quarto album del cantautore, intitolato Le cose che non ho e pubblicato il 4 dicembre. Ad appena una settimana dalla sua pubblicazione, l'album ha debuttato direttamente alla prima posizione della classifica italiana degli album ed è stato certificato disco di platino per le oltre 50 000 copie vendute, salite poi a oltre 150.000 a fine gennaio 2016. Al termine del 2015 Mengoni è risultato essere l'unico artista ad aver due album nelle prime dieci posizioni della classifica degli album più venduti dell'anno, ovvero quinto con Parole in circolo e ottavo con Le cose che non ho.
Il 19 febbraio 2016 è stato pubblicato esclusivamente in Spagna l'album Liberando palabras, edizione in lingua spagnola di Parole in circolo anticipata dal singolo Invencible. Il 10 ottobre dello stesso anno il cantante ha annunciato la pubblicazione dell'album dal vivo Marco Mengoni Live, uscito il 25 novembre e contenente anche sei brani inediti, tra cui il singolo Sai che, pubblicato il 14 ottobre. Il 28 dello stesso mese è uscito il singolo Ricorderai l'amore (Remember the Love) per il mercato tedesco in duetto con la cantante pop Grace Capristo, che anticipato la pubblicazione dell'edizione speciale di Parole in circolo uscita a dicembre in Germania.
Il 19 ottobre 2018 Marco Mengoni ha pubblicato in contemporanea i singoli Voglio e Buona vita, che hanno anticipato il quinto album in studio Atlantico, pubblicato per il 30 novembre successivo. Lo stesso 30 novembre ha pubblicato il terzo singolo Hola (I Say), in collaborazione con Tom Walker. Il 5 aprile 2019 ha pubblicato il quarto singolo Muhammad Ali. Nello stesso anno è tornato a lavorare come doppiatore, venendo scelto per doppiare Simba ne Il re leone e Jesper nel film d'animazione Klaus - I segreti del Natale.

### 2021-presente: La trilogiaMateria, la seconda vittoria a Sanremo nel 2023 e i tour negli stadi

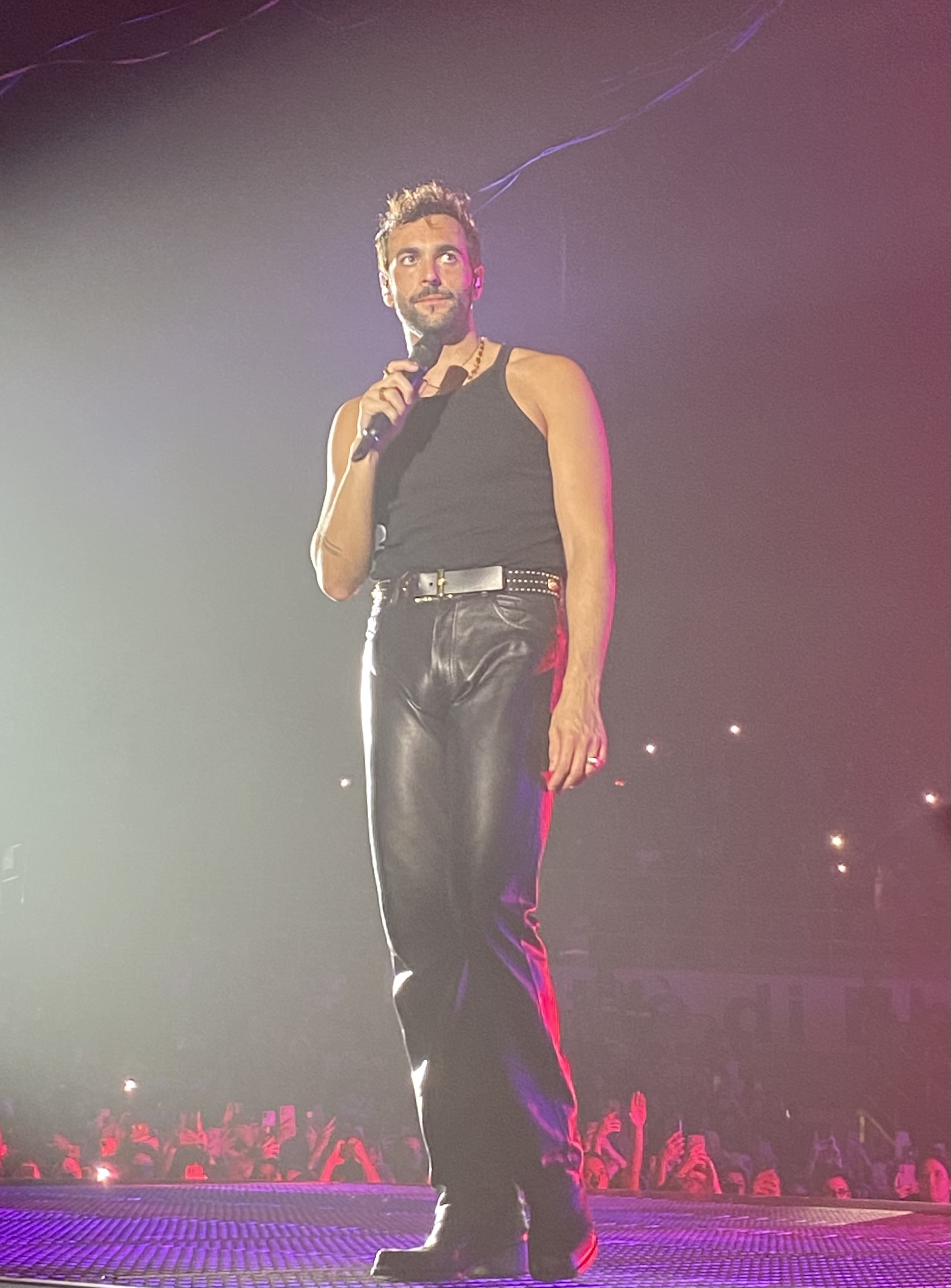
Marco Mengoni nel corso del Mengoni Live 2022

Il 3 dicembre 2021 l'artista ha reso disponibile il sesto album in studio Materia (Terra), anticipato tra giugno e ottobre dello stesso anno dai singoli Ma stasera (prodotto da Purple Disco Machine e vincitore del Power Hits Estate 2021) e Cambia un uomo. Il disco rappresenta il primo capitolo di una trilogia di album ideata dall'artista. Successivamente l'artista pubblica i singoli Mi fiderò, realizzato in collaborazione con Madame e che ha raggiunto la top 20 della Top Singoli, e No Stress, successivamente incluso nella riedizione digitale di Materia (Terra) uscita nel giugno 2022.
A giugno 2022 Mengoni ha tenuto i suoi primi due concerti negli stadi, rispettivamente il 19 giugno allo Stadio Giuseppe Meazza di San Siro e il 22 giugno allo Stadio Olimpico di Roma, nell’ambito del tour Mengoni Live 2022, proseguito poi nell'autunno dello stesso anno nei principali palazzetti italiani.
Il 5 settembre 2022 Mengoni ha annunciato il secondo capitolo della trilogia di album, Materia (Pelle), uscito il 7 ottobre seguente. Al fine di promuovere la pubblicazione, il 16 settembre è stato reso disponibile il singolo Tutti i miei ricordi.
Nel febbraio 2023 ha partecipato al 73º Festival di Sanremo con il brano Due vite, uscendone vincitore al termine della manifestazione. Diviene perciò rappresentante dell'Italia all'Eurovision Song Contest 2023 con una versione ridotta del brano stesso, classificandosi al quarto posto con 350 punti e mancando il podio per soli 12 punti di distacco rispetto alla terza classificata Noa Kirel (Israele). Il 26 maggio 2023 viene pubblicato l'ultimo album della trilogia, Materia (Prisma), composto da undici brani, tra cui il singolo Pazza musica con Elodie.
Nell’estate 2023 l’artista ha esordito nel suo primo tour tenuto interamente negli stadi italiani, con inizio il 17 giugno allo Stadio comunale di Bibione e conclusione il 15 luglio al Circo Massimo di Roma, per un totale di 8 date che hanno registrato il tutto esaurito. Il tour è risultato essere il più venduto dell'anno insieme a quello dei Pinguini Tattici Nucleari, aggiudicandosi per questo il riconoscimento Diamante ai TIM Music Awards 2023. Inoltre, dopo aver già tenuto nella primavera dello stesso anno quattro live internazionali, che hanno registrato il tutto esaurito, in vista della sua partecipazione all'Eurovision, in autunno l'artista ha anche esordito nel suo primo tour nei palazzetti di alcune delle più importanti città europee, per un totale di 8 date.
Sempre nell'autunno 2023 Mengoni ha anche partecipato allo show Amazing - Fabio De Luigi, trasmesso su Prime Video. 
Nel 2024 il cantante è stato scelto da Amadeus come co-conduttore della prima serata del 74º Festival di Sanremo.
Il 29 novembre 2024 è uscito il nuovo singolo del cantante Mandare tutto all'aria, scritto insieme a Calcutta e Tropico. Nello stesso periodo Mengoni è tornato a lavorare nel doppiaggio, dando nuovamente la voce a Simba, dopo Il re leone del 2019,  nel suo sequel Mufasa - Il re leone, film uscito nelle sale cinematografiche il 19 dicembre 2024.

## Stile e influenze musicali
La voce di Mengoni è caratterizzata da un timbro tipicamente soul con accenti pop rock; secondo il critico Mario Luzzatto Fegiz, la voce del cantante è inoltre «avvalorata da una modulazione originale e di straordinaria modernità con venature blues».
Le sue caratteristiche distintive sono l'estensione vocale, la duttilità interpretativa e la padronanza del mezzo vocale. Grazie a ciò è stato notato anche da Mina, che ne ha lodato il talento e il controllo vocale. Lucio Dalla invece lo ha definito «un artista straordinario, uno dei migliori degli ultimi anni» e di lui ha dichiarato: "Ha una personalità internazionale, mi sembra quasi Prince".
Mengoni, dal proprio canto, ha più volte affermato che le sue più grandi ispirazioni musicali sono David Bowie, Michael Jackson e Renato Zero.
Il primo album acquistato dall'artista è The Score dei Fugees mentre i brani che hanno segnato il suo percorso artistico e di vita sono I'm Outta Love di Anastacia, Hallelujah di Leonard Cohen, La luce dell'est di Lucio Battisti, La cura di Franco Battiato e Respect di Otis Redding.

## Controversie
Nei giorni immediatamente seguenti alla presentazione del brano Credimi ancora al Festival di Sanremo 2010, il cantante Morgan, che aveva seguito Marco Mengoni come giudice nella propria categoria durante la partecipazione ad X Factor, tramite la web tv di Simona Ventura, accusa Mengoni di aver copiato parte del ritornello di Credimi ancora da un brano che gli era stato presentato come possibile inedito da cantare durante il talent-show. Mengoni smentisce le affermazioni di Morgan durante un'intervista a Domenica in. Anche il suo ufficio stampa conferma questa posizione e successivamente l'avvocato del cantante ribadisce che gli autori di Credimi ancora sono effettivamente quelli dichiarati alla SIAE.

## Discografia

### Album in studio
- 2011 – Solo 2.0
- 2013 – Pronto a correre
- 2015 – Parole in circolo
- 2015 – Le cose che non ho
- 2018 – Atlantico
- 2021 – Materia (Terra)
- 2022 – Materia (Pelle)
- 2023 – Materia (Prisma)

### Album dal vivo
- 2010 – Re matto live
- 2016 – Marco Mengoni Live
- 2019 – Atlantico Soundcheck
- 2019 – Atlantico / On Tour

## Tournée
- Re matto Tour 2010
- Solo Tour 2.0 2011-2012
- L'essenziale Tour 2013
- Mengoni Live 2015
- Mengoni Live 2016
- Atlantico Tour 2019
- Mengoni Live 2022
- Marco Mengoni Tour 2023
- Marco Mengoni Tour 2025

## Partecipazioni a manifestazioni canore
- Eurovision Song Contest
  - 2013 – 7º posto con L'essenziale
  - 2023 – 4º posto con Due vite
- Festival di Sanremo (Rai 1)
  - 2010 – 3º posto sezione "Artisti" con Credimi ancora
  - 2013 – 1º posto sezione "Campioni" con L'essenziale
  - 2023 – 1º posto sezione "campioni" con Due vite

## Doppiaggio
- Simba adulto ne Il re leone, Mufasa - Il re leone
- Once-ler in Lorax - Il guardiano della foresta
- Jesper in Klaus - I segreti del Natale

## Riconoscimenti
2009
- Vincitore[163] e Premio della Critica a X Factor 3[164]

2010
- Premio CD Platino ai Wind Music Awards per l'EP Dove si vola[165]
- Premio CD Platino ai Wind Music Awards per l'EP Re matto[165]
- MTV Man of the Year ai TRL Awards[166][167]
- Best Italian Act agli MTV Europe Music Awards[168]
- Best European Act agli MTV Europe Music Awards[168]

2011
- Premio CD Platino ai Wind Music Awards per l'album dal vivo Re matto live[33]
- Premio Digital Songs Platino ai Wind Music Awards per il singolo Credimi ancora[33]
- Premio Digital Songs Platino ai Wind Music Awards per il singolo In un giorno qualunque[33]

2012
- Super Man Award ai TRL Awards[169]
- Premio speciale Leggio d'oro come Voce Rivelazione Cartoon per il doppiaggio di Onceler nel film d'animazione Lorax - Il guardiano della foresta[55]

2013
- Vincitore del Festival di Sanremo 2013 con il brano L'essenziale
- Targa nella Strada del Festival di Sanremo in Via Matteotti a Sanremo per L'essenziale
- Premio Digital Songs Multiplatino ai Wind Music Awards per L'essenziale
- Premio Album Platino ai Wind Music Awards per l'album Pronto a correre
- Air Action Vigorsol Super Man agli MTV Italia Awards
- Artist Saga agli MTV Italia Awards
- Best Male Act agli Eurovision Song Contest Radio Awards[170]
- Best Italian Act[90] agli MTV Europe Music Awards
- Best Southern European Act[91] agli MTV Europe Music Awards
- Connect4Climate Global Leader Award[171]
- Meilleur chanson de l'année agli Eurosong Awards 2013 per il singolo L'essenziale[94]
- Meilleur artiste masculin de l'année agli Eurosong Awards 2013[94]
- Meilleur album de l'année agli Eurosong Awards 2013  per l'album Pronto a correre[94]
- Premio Roma Videoclip nella sezione Il cinema incontra la musica per L'essenziale[98]
- Best Show Pepi Morgia 2013 per L'essenziale Tour[99]
- Miglior evento dell'anno ai Rockol Awards per la vittoria al Festival di Sanremo 2013[172]
- Miglior Tour agli OnStage Awards per L'essenziale Tour[100]

2014
- Sanremo Hit Award come Airplay TV per L'essenziale[173]
- Miglior cantante Italiano ai Nickelodeon Kids' Choice Awards[174]
- Premio Disco Multiplatino ai Music Awards per l'album Pronto a correre[175]
- Sammontana Best Fan agli MTV Italia Awards
- Artist Saga agli MTV Italia Awards
- Vogue Best Look agli MTV Italia Awards
- Twitstar agli MTV Italia Awards
- MTV Summer Clash[176]
- Best Italian Male Artist Award Voted Online al World Music Award[177]

2015
- Premio al Senato come punto di riferimento dei giovani e personaggio più seguito
- Premio CD Multiplatino ai Wind Music Awards per l'album Parole in circolo
- Premio Singolo Multiplatino ai Wind Music Awards per il singolo Guerriero
- Superman agli MTV Italia Awards
- Best Performance agli MTV Italia Awards
- Artist Saga agli MTV Italia Awards
- Best Italian Act agli MTV Europe Music Awards
- Best European Act agli MTV Europe Music Awards

2016
- Premio CD Multiplatino ai Wind Music Awards per l'album Parole in circolo
- Premio Singolo Multiplatino per ai Wind Music Awards per il singolo Io ti aspetto
- Premio CD Multiplatino ai Wind Music Awards per l'album Le cose che non ho
- Best Italian Male agli MTV Italia Awards

2017
- Best Italian Male agli MTV Italia Awards
- Best Fan agli MTV Italia Awards

2019
- Premio Album ai SEAT Music Awards per l'album Atlantico
- Premio Singolo ai SEAT Music Awards per il singolo Hola (I Say)
- Premio Live ai SEAT Music Awards per Atlantico Tour

2021
- Vincitore del Power Hits Estate con il brano Ma stasera[178]
- Premio Singolo ai SEAT Music Awards per il singolo Venere e Marte

2022
- Premio Disco multiplatino ai TIM Music Awards per l'album Materia (Terra)
- Premio Singolo multiplatino ai TIM Music Awards per il singolo Mi fiderò
- Premio Live Oro ai TIM Music Awards per il tour Mengoni Live 2022

2023
- Vincitore del Festival di Sanremo 2023 con il brano Due vite
- Premio "Giancarlo Bigazzi" per la miglior composizione musicale al Festival di Sanremo 2023 con Due vite
- Premio Miglior cover con il brano Let It Be (insieme a The Kingdom Choir) al Festival di Sanremo 2023
- Targa nella Strada del Festival di Sanremo in Via Matteotti a Sanremo per Due vite
- Marcel Bezençon Award come miglior composizione musicale all'Eurovision Song Contest 2023 con Due vite
- Telegatto per la vittoria al Festival di Sanremo 2023 e la partecipazione all'Eurovision Song Contest 2023
- Nastro d'argento alla migliore canzone originale per il brano Caro amore lontanissimo
- Premio Disco multiplatino ai TIM Music Awards per la trilogia di album Materia
- Premio Singolo multiplatino ai TIM Music Awards per Due vite
- Premio Live Diamante ai TIM Music Awards per il tour Marco negli stadi 2023
- Premio Speciale "Musica nel Cinema" ai TIM Music Awards per Caro amore lontanissimo
- Miglior album italiano per il pubblico ai Rockol Awards con l’album Materia (Prisma)[179]

2024
- Miglior canzone locali da ballo con musica live ai SIAE Music Awards per Due vite
- Miglior canzone social ai SIAE Music Awards per Due vite

### Candidature
2010
- OGAE Video Contest per il video musicale del brano Credimi ancora (6º posto)[180]

2013
- MTV Italia Awards – Best Fan
- MTV Europe Music Awards – Best Worldwide Act
- Medimex – Miglior Album per l’album Pronto a correre[181]
- Medimex – Miglior Tour per L'essenziale Tour[181]
- Medimex – Miglior Videoclip per il video musicale del brano L'essenziale[181]
- Eurosong Awards – Meilleur voix de l'année[182]
- Eurosong Awards – Meilleur sélection nationale de l'année per il Festival di Sanremo 2013[183]
- OGAE Video Contest per il video musicale del brano Pronto a correre (3º posto)[180]
- Rockol Awards – Miglior album italiano con l’album Pronto a correre[184]
- Rockol Awards – Miglior singolo italiano con il singolo L'essenziale[185]
- Rockol Awards – Miglior video italiano con il video musicale de L'essenziale[186]
- Rockol Awards – Miglior Concerto/Festival/Tour italiano[187]

2014
- World Music Award – World's Best Song per il brano L'essenziale e la sua versione spagnola Incomparable
- World Music Award – World's Best Male Artist[188]
- World Music Award – World's Best Entertainer of the Year[188]
- World Music Award – World's Best Live Act[188]
- World Music Award – World's Best Album per l’album Pronto a correre e l'album video Pronto a correre - Il viaggio[188]
- World Music Award – World's Best Video per i video musicali de L'essenziale e della sua versione spagnola Incomparable[188]

2015
- MTV Italia Awards – MTVAwardsStar

2016
- MTV Italia Awards – Best Tormentone per il brano Ti ho voluto bene veramente
- MTV Italia Awards – Best Fan
- MTV Italia Awards – Artist Saga
- MTV Italia Awards – MTVAwardsStar
- OGAE Video Contest per il video musicale di Ti ho voluto bene veramente (2º posto)[180]

2018
- OGAE Song Contest per il singolo Come neve (4º posto)[189]

2022
- Rockol Awards – Miglior album italiano con l’album Materia (Terra)[190]
- Rockol Awards – Miglior live italiano[190]

2023
- David di Donatello alla migliore canzone originale per il brano Caro amore lontanissimo
- Rockol Awards – Miglior live italiano per il pubblico[191]

2024
- SIAE Music Awards – Miglior canzone streaming per il brano Due vite